# 上総能常
上総 能常 （かずさ よしつね）は、平安時代末期の武士。上総国の豪族・上総広常の嫡男。名は良常とも書かれる。

## 略歴
治承3年（1179年）父・広常は平氏政権より上総介に任じられた藤原忠清に讒言された際、都に能常を派遣して弁明させている。その後、反平氏のために挙兵した源頼朝に父とともに従い、寿永元年（1182年）北条政子の安産祈願のため、頼朝の命で各地の有力寺社へ奉幣使が派遣されているが、上総一宮の玉前神社へは能常が派遣されている。寿永2年（1183年）12月、上総氏の威勢を警戒した頼朝の命によって、広常とともに鎌倉において誅殺された。『千葉大系図』では自殺であった。